# Такерман, Эдвард
Эдвард Такерман (англ. Edward Tuckerman, 7 декабря 1817 — 15 марта 1886) — американский ботаник, профессор ботаники, миколог, преподаватель истории и профессор истории Востока.  

## Биография
Эдвард Такерман родился 7 декабря 1817 года. 
Он путешествовал в Германии и Скандинавии и сделал свои первые ботанические исследования в Белых горах. 
После обучения в Юнион-колледже Такерман был профессором в Амхерстском колледже с 1854 года вплоть до своей смерти и был последовательно преподавателем истории, профессором Истории Востока, а с 1858 года — профессором ботаники. 
В 1875 году была опубликована его работа A Catalogue of Plants Growing without cultivation within 30 miles of Amherst College.  
В 1882 году была опубликована его работа Synopsis of the North American Lichens, Part 1. 
Эдвард Такерман умер 15 марта 1886 года. 

## Научная деятельность
Эдвард Такерман специализировался на папоротниковидных, на семенных растениях и на микологии. 

## Научные работы
- A Catalogue of Plants Growing without cultivation within 30 miles of Amherst College (1875)[8].
- Genera Lichenum: An Arrangement of the North American Lichens (1872).
- Synopsis of the North American Lichens, Part 1 (1882)[9].